# Cnidoscolus adenoblepharus
Cnidoscolus adenoblepharus är en törelväxtart som beskrevs av Francisco Javier Fernández Casas och J.M.Pizarro. Cnidoscolus adenoblepharus ingår i släktet Cnidoscolus och familjen törelväxter. Inga underarter finns listade i Catalogue of Life.